# Ma femme est formidable
Pour plus de détails, voir Fiche technique et Distribution.
Ma femme est formidable est un film français réalisé par André Hunebelle, sorti en 1951.

## Synopsis
Sculpteur, Raymond Corbier a une femme formidable, Sylvia, qu'il adore. Pour sauver un admirateur passionné qui simule un suicide parce qu'elle ne répond pas à ses avances, Sylvia, épouse irréprochable, est obligée de mentir pour la première fois à Raymond. Ce petit mensonge va mettre en grand danger leur bonheur. Convaincu que Sylvia le trompe avec Francis Germain, Raymond se déclare fou amoureux de Marguerite, la très infidèle épouse de son meilleur ami Gaston Rival. De nombreuses épreuves comiques vont surgir pour le quatuor, qui se retrouvera dans une station de sports d'hiver. Lors d'un bal masqué, Raymond et Sylvia se réconcilieront tendrement alors que Gaston comprendra son infortune.

## Fiche technique
- Titre original : Ma femme est formidable
- Réalisation : André Hunebelle
- Assistants : Jacques Garcia et Jean Bacqué
- Scénario : Jean Halain et Michel Audiard (non crédité)
- Décors : Lucien Carré, assisté de Sydney Bettex et Jean Galland
- Costumes : Mireille Leydet, robes de Pierre Balmain
- Photographie : Paul Cotteret
- Opérateur : Robert Schneider, assisté de Roger Ledru, Guy Suzuki
- Son : René-Christian Forget
- Musique : Jean Marion - Chansons : Jean Halain
- Montage : Jean Feyte, assisté de Jacqueline Givord
- Maquillage : Marcel Rey, Odette Carouge
- Photographe de plateau : Guy André
- Script-girl : Madeleine Lefèvre
- Régisseur général : Roger Boulais, assisté de Jean Piette
- Administrateur : René Thévenet
- Ensemblier : Roger Bar
- Tournage du 14 février au 14 avril 1951 dans les studios Franstudio de Saint-Maurice
- Tirage : Laboratoire G.T.C de Saint-Maurice
- Production : André Hunebelle
- Directeur de production : Paul Cadéac
- Secrétaire de production : Charlotte Choquert
- Sociétés de production : Production Artistique et Cinématographique, Pathé Cinéma
- Société de distribution : Pathé Consortium Cinéma
- Pays de production :  France
- Langue originale : français
- Format : noir et blanc — 35 mm — 1,37:1 — son Mono (Système sonore Western Electric Company)
- Genre : Comédie
- Durée : 92 minutes
- Date de sortie : 
  - France : 5 décembre 1951
- Visa d'exploitation : 10904

## Distribution
- Fernand Gravey : Raymond Corbier, sculpteur et mari de Sylvia
- Sophie Desmarets : Sylvia Corbier, la femme de Raymond
- Simone Valère : Marguerite Rival, la femme de Gaston
- Alfred Adam : le docteur Gaston Rival, dentiste et mari de Marguerite
- Suzanne Dehelly : la mère de Sylvia
- Jacques Dynam : Francis Germain, le trompettiste
- Pauline Carton : la concierge
- Louis de Funès : le skieur qui cherche une chambre d'hôtel
- Alan Adair : Mr Hartley, l'Anglais
- Pierre Destailles : le portier de l'hôtel
- Noël Roquevert : le directeur de l'hôtel
- Max Dalban : un déménageur
- Paul Demange : un déménageur
- Paul Faivre : le chauffeur de taxi
- Anne-Marie Duvernay : l'infirmière
- Nicole Jonesco : Henriette, la bonne des Rival
- André Gabriello : lui-même cherchant Maurice Escande
- Raymond Rouleau : lui-même recevant une gifle de Sylvia
- Paul Meurisse : lui-même chez le dentiste
- Yves Vincent : lui-même en trompettiste
- Charles Bouillaud : le chef de réception de l'hôtel
- Louis Bugette : le clochard
- Claude Garbe : la jeune mère
- Jean-Paul Moulinot : le docteur voisin de Raymond
- Gaston Orbal : un déménageur
- Andrée Tainsy : la femme de ménage
- Paul Ville : le concierge
- Gianni Esposito : le barman de l'hôtel
- Jack Ary : un pensionnaire de l'hôtel
- Bernard Lajarrige : lui-même jouant à la belote
- Harry Max : le veilleur de nuit de l'hôtel
- Henri Niel : le garçon de la boîte de nuit
- Charles Bayard : un joueur d'échecs
- Henri Cote
- Claude Beauclair
- Yannick Muller
- Claude Le Lorrain
- Le perroquet « Tino » : voix Lita Recio

## Récompenses
- Grand prix du meilleur film français 1951[réf. nécessaire]
- Grand prix de la meilleure interprétation féminine pour Sophie Desmarets[réf. nécessaire]
- Grand prix de la meilleure interprétation masculine pour Fernand Gravey[réf. nécessaire]